# Даймонд-Спрінгс (Каліфорнія)
Даймонд-Спрінгс (англ. Diamond Springs) — переписна місцевість (CDP) в США, в окрузі Ель-Дорадо штату Каліфорнія. Населення — 11 345 осіб (2020).

## Географія
Даймонд-Спрінгс розташований за координатами 38°41′29″ пн. ш. 120°50′16″ зх. д. / 38.69139° пн. ш. 120.83778° зх. д. (38.691300, -120.837888).  За даними Бюро перепису населення США в 2010 році переписна місцевість мала площу 43,29 км², з яких 43,10 км² — суходіл та 0,18 км² — водойми.

## Демографія
Згідно з переписом 2010 року, у переписній місцевості мешкало 11 037 осіб у 4579 домогосподарствах у складі 2937 родин. Густота населення становила 255 осіб/км².  Було 4921 помешкання (114/км²).
Расовий склад населення:
| - 88,3 % — білих - 1,6 % — корінних американців - 1,0 % — азіатів - 0,4 % — чорних або афроамериканців - 0,1 % — вихідців з тихоокеанських островів - 4,7 % — осіб інших рас |

До двох чи більше рас належало 4,0 %. Частка іспаномовних становила 12,5 % від усіх жителів.
За віковим діапазоном населення розподілялося таким чином: 20,4 % — особи молодші 18 років, 57,5 % — особи у віці 18—64 років, 22,1 % — особи у віці 65 років та старші. Медіана віку мешканця становила 47,1 року. На 100 осіб жіночої статі у переписній місцевості припадало 88,9 чоловіків;  на 100 жінок у віці від 18 років та старших — 84,3 чоловіків також старших 18 років.
Середній дохід на одне домашнє господарство  становив 67 459 доларів США (медіана — 53 079), а середній дохід на одну сім'ю — 83 561 долар (медіана — 69 733). Медіана доходів становила 52 077 доларів для чоловіків та 41 890 доларів для жінок. За межею бідності перебувало 16,3 % осіб, у тому числі 18,0 % дітей у віці до 18 років та 7,7 % осіб у віці 65 років та старших.
Цивільне працевлаштоване населення становило 4701 осіб. Основні галузі зайнятості: освіта, охорона здоров'я та соціальна допомога — 21,0 %, науковці, спеціалісти, менеджери — 14,3 %, роздрібна торгівля — 13,6 %.